# Ceilhes-et-Rocozels
Ceilhes-et-Rocozels is een gemeente in het Franse departement Hérault (regio Occitanie) en telt 256 inwoners (1999). De plaats maakt deel uit van het arrondissement Lodève.

## Geografie
De oppervlakte van Ceilhes-et-Rocozels bedraagt 28,3 km², de bevolkingsdichtheid is 9,0 inwoners per km².

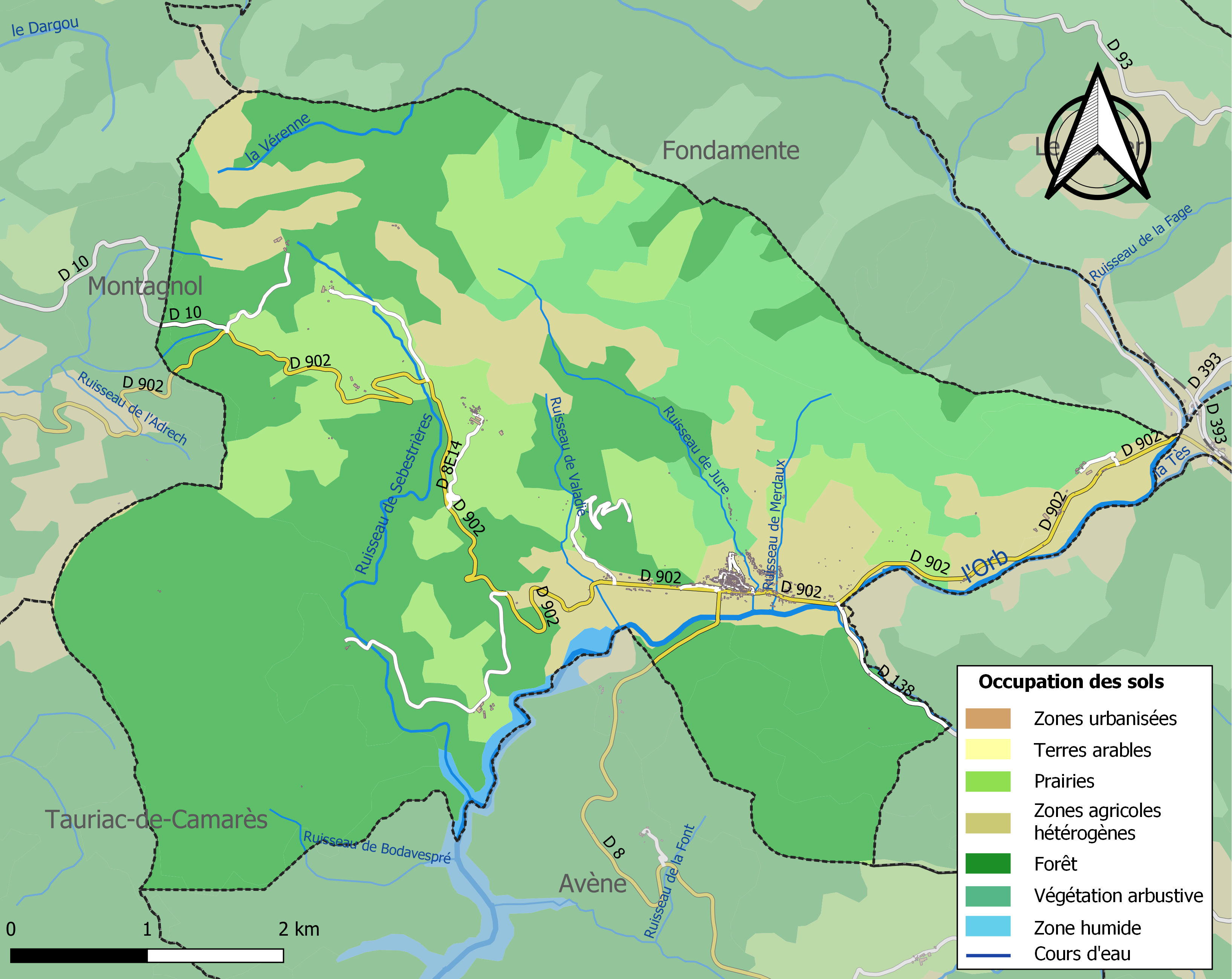
Kaart van de gemeente met de belangrijkste infrastructuur, bodemgebruik en omliggende gemeenten

## Verkeer
Het spoorwegstation Ceilhes-Roqueredonde ligt net buiten het grondgebied van de gemeente in Roqueredonde. Het wordt bediend door treinen van de TER Occitanie.

## Demografie
Onderstaande figuur toont het verloop van het inwonertal (bron: INSEE-tellingen).